# Chuck Hogan
Chuck Hogan (Boston, 4 agosto 1967) è uno scrittore statunitense.
Autore di numerosi e acclamati romanzi, tra cui Lo stallo e Il principe dei ladri, che ha vinto il Premio Hammett  nel 2005 ed è definito uno dei dieci migliori romanzi dell'anno da Stephen King. Il principe dei ladri è stato adattato per il cinema da Ben Affleck, che nel 2010 ha diretto ed interpretato il film The Town.
Hogan è coautore di una trilogia di romanzi horror scritta a quattro mani con Guillermo del Toro, composta da La progenie (2010), La caduta e Notte eterna (2011). A partire dal 2014 ha collaborato nuovamente con del Toro per adattare la trilogia nella serie televisiva The Strain, trasmessa da FX.

## Romanzi
- Lo stallo (The Standoff) (1996)
- The Blood Artists: A Novel (1999)
- Il principe dei ladri (Prince of Thieves: A Novel) (2005)
- The Killing Moon: A Novel (2007)
- Devils in Exile: A Novel (2010)
- La progenie (The Strain) (2010) scritto con Guillermo del Toro
- La caduta (The Fall) (2011) scritto con Guillermo del Toro
- Notte eterna (The Night Eternal) (2011) scritto con Guillermo del Toro